# Oberlindach (Weisendorf)
Oberlindach ist ein Gemeindeteil des Marktes Weisendorf im Landkreis Erlangen-Höchstadt (Mittelfranken, Bayern). Die Gemarkung Oberlindach hat eine Fläche von 7,820 km². Sie ist in 780 Flurstücke aufgeteilt, die eine durchschnittliche Flurstücksfläche von 10025,52 m² haben. In ihr liegt neben dem namensgebenden Ort der Gemeindeteil Schmiedelberg.

## Geografie
Das Dorf ist von einer großen Zahl von Weihern umgeben: Im Nordwesten werden sie Rippelsweiher genannt, im Westen Wert- und Leeritzenweiher und im Nordosten Oberlindacher Weiher. Die Weiher werden durch ein weitverzweigtes Netz von Bächen gespeist, die zwischen Weisendorf und Großenseebach als linke Zuflüsse in die Seebach fließen. Im Südwesten schließt an den Ort überwiegend Acker- und Grünland mit vereinzeltem Baumbestand an. Diese Flur wird Schloßberg genannt. 1 Kilometer nordwestlich jenseits der Weiher gibt es ein zusammenhängendes Waldgebiet (Hohe Wart, Lindenholz, Egelsee und Schmiedelberger Holz).
Die Staatsstraße 2263 verläuft nach Boxbrunn (2,6 km nördlich) bzw. nach Weisendorf (1,4 km südlich). Eine Gemeindeverbindungsstraße führt nach Sauerheim (1,8 km südwestlich), eine weitere nach Kairlindach zur Kreisstraße ERH 27 (2,2 km östlich).
Durch den Ort verläuft der Fränkische Marienweg.

## Geschichte
Das Hochstift Bamberg war der ursprüngliche Lehensträger des Ortes. 1398 gehörten zwei Güter der Nürnberger Familie Kreß von Kressenstein. Um 1420 bestand das Dorf aus 11 Höfen. 1434 befanden sich drei im Besitz der Burggrafschaft Nürnberg. 1461 stiftete der Nürnberger Bürger Johann Igelthaler einen Hof für die Frühmesse in Hannberg. Dieser Hof gehörte ab 1547 dem Landalmosenamt Nürnberg. 1504 war das Dorf größtenteils nürnbergisch, zwei Güter gehörten Balthasar von Seckendorff, dem Schlossherrn zu Weisendorf, zwei dem Kloster Frauenaurach und drei dem brandenburg-kulmbachischen Amt Dachsbach, das damals auch die hohe Gerichtsbarkeit und Dorfherrschaft ausübte. 1665 wurde für Oberlindach und Schmiedelberg eine Dorfordnung erlassen.
Gegen Ende des 18. Jahrhunderts gab es in Oberlindach 14 Anwesen. Das Hochgericht und die Dorf- und Gemeindeherrschaft übte weiterhin das nun brandenburg-bayreuthische Kasten- und Jurisdiktionsamt Dachsbach (KJA Dachsbach) aus. Grundherren waren Brandenburg-Bayreuth (KJA Dachsbach: 2 Höfe, 1 Schmiede, 1 Hirtenhaus; Oberamt Baiersdorf: 2 Güter, Klosteramt Frauenaurach: 2 Güter), Landesalmosenamt der Reichsstadt Nürnberg: 1 Gut, Nürnberger Eigenherren (von Furtenbach: 1 Gut, von Löffelholz 1 Gut), Rittergut Weisendorf: 1 Gut und 1 Tropfhaus, Frühmesse Herzogenaurach: 1 Gut.
Von 1797 bis 1810 unterstand der Ort dem Justizamt Dachsbach und Kammeramt Neustadt. 1810 kam Oberlindach zum Königreich Bayern. Im Rahmen des Gemeindeedikts wurde der Ort dem 1811 gebildeten Steuerdistrikt Kairlindach und der 1813 gebildeten Ruralgemeinde Kairlindach zugeordnet. Mit dem Zweiten Gemeindeedikt (1818) entstand die Ruralgemeinde Oberlindach, zu der Schmiedelberg gehörte. Sie war in Verwaltung und Gerichtsbarkeit dem Landgericht Neustadt an der Aisch zugeordnet und in der Finanzverwaltung dem Rentamt Neustadt an der Aisch. In der freiwilligen Gerichtsbarkeit unterstanden in Oberlindach zwei Anwesen dem Patrimonialgericht (PG) Weisendorf (bis 1848), ein weiteres dem Freiherrn von Volckamer (bis 1811). Schmiedelberg unterstand in der freiwilligen Gerichtsbarkeit  dem PG Weisendorf. Am 12. Juli 1827 wurde die Gemeinde Oberlindach dem Landgericht Herzogenaurach und dem Rentamt Erlangen zugewiesen, am 1. Oktober 1847 dem Rentamt Herzogenaurach. Ab 1862 gehörte Oberlindach zum Bezirksamt Höchstadt an der Aisch (1939 in Landkreis Höchstadt an der Aisch umbenannt) und weiterhin dem Rentamt Herzogenaurach (1919 in das Finanzamt Herzogenaurach umbenannt, seit 1929: Finanzamt Erlangen). Die Gerichtsbarkeit blieb beim Landgericht Herzogenaurach (1879 in das Amtsgericht Herzogenaurach umgewandelt), seit 1959 ist das Amtsgericht Erlangen zuständig. Die Gemeinde hatte eine Gebietsfläche von 7,806 km².
Am 1. Mai 1978 wurde Oberlindach im Zuge der Gebietsreform in die Gemeinde Weisendorf eingegliedert.

### Einwohnerentwicklung
Gemeinde Oberlindach
| Jahr      | 1818   | 1840   | 1852   | 1855   | 1861   | 1867   | 1871   | 1875   | 1880   | 1885   | 1890   | 1895   | 1900   | 1905   | 1910   | 1919   | 1925   | 1933   | 1939   | 1946   | 1950   | 1952   | 1961   | 1970   |
| Einwohner | 117    | 180    | 188    | 183    | 163    | 161    | 180    | 163    | 173    | 161    | 153    | 137    | 135    | 139    | 137    | 136    | 140    | 142    | 132    | 214    | 214    | 187    | 154    | 171    |
| Häuser    | 25     |        |        |        |        |        | 25     |        |        | 26     | 27     |        | 26     |        |        |        | 24     |        |        |        | 24     |        | 31     |        |
| Quelle    | [ 13 ] | [ 14 ] | [ 14 ] | [ 14 ] | [ 15 ] | [ 16 ] | [ 17 ] | [ 18 ] | [ 19 ] | [ 20 ] | [ 21 ] | [ 14 ] | [ 22 ] | [ 14 ] | [ 23 ] | [ 14 ] | [ 24 ] | [ 14 ] | [ 14 ] | [ 14 ] | [ 25 ] | [ 14 ] | [ 10 ] | [ 26 ] |

Ort Oberlindach
| Jahr      | 001818 | 001861 | 001871 | 001885 | 001900 | 001925 | 001950 | 001961 | 001970 | 001987 | 002019 |
| Einwohner | 117    | 132    | 144    | 131    | 113    | 110    | 190    | 107    | 123    | 126    | 159    |
| Häuser    | 17     |        |        | 21     | 21     | 18     | 20     | 23     |        | 34     |        |
| Quelle    | [ 13 ] | [ 15 ] | [ 17 ] | [ 20 ] | [ 22 ] | [ 24 ] | [ 25 ] | [ 10 ] | [ 26 ] | [ 27 ] | [ 1 ]  |

## Religion
Der Ort ist seit der Reformation evangelisch-lutherisch geprägt und nach St. Kilian (Kairlindach) gepfarrt. Die Katholiken sind nach St. Josef (Weisendorf) gepfarrt.